# Цисянь (Цзиньчжун)
Цися́нь (кит. упр. 祁县, пиньинь Qí xiàn) — уезд городского округа Цзиньчжун провинции Шаньси (КНР).

## История
Уезд был создан ещё при империи Западная Хань. Во времена диктатуры Ван Мана он был переименован в Шисянь (示县), но затем уезду было возвращено прежнее название. При империи Северная Ци уезд был расформирован, но при империи Суй создан опять. При киданьской империи Цзинь написание названия уезда было изменено на 祈县, но при империи Юань вернулись к прежнему написанию.
В 1949 году был образован Специальный район Юйцы (榆次专区), и уезд вошёл в его состав. В 1958 году Специальный район Юйцы был переименован в Специальный район Цзиньчжун (晋中专区); при этом уезд Цисянь был присоединён к уезду Тайгу. В 1961 году уезд Цисянь был воссоздан.
В 1970 году Специальный район Цзиньчжун был переименован в Округ Цзиньчжун (晋中地区).
В 1999 году постановлением Госсовета КНР были расформированы округ Цзиньчжун и город Юйцы, и образован городской округ Цзиньчжун.

## Административное деление
Уезд делится на 6 посёлков и 2 волости.